# Iyuno Sweden Dub
Iyuno Sweden Dub (tidigare känd som Iyuno-SDI Group, Iyuno Media Group, SDI Media, Dubberman, BTI Studios, Sun Studio och Broadcast Text International) är en svensk översättningsbyrå med huvudkontor i Stockholm. Det är ett dotterbolag till det amerikanska företaget Iyuno.  Företaget är en av de största leverantörerna av översättning av textning i Finland och gör översättningar och dubbning för TV-kanaler och andra företag. Iyuno dubbar filmer och TV-serier till danska, finska, norska och svenska.

## Historia

### SDI Media
SDI Media Group har sitt ursprung i Svensk Text, ett svenskt översättnings- och textningsföretag som grundades 1974. 1990 förvärvades både företaget och dess internationella filialer av Modern Times Group, som så småningom skulle döpa om det till Subtitling & Dubbing International (SDI). 1992 förvärvade koncernen MediaDubb International, ett svenskt dubbningsföretag som grundades 1987. 
Den 1 juli 2004, nu känd som SDI Media, såldes gruppen till Warburg Pincus. Den 31 augusti 2006 upplöstes MediaDubb och slogs samman med SDI Media och blev SDI Media Scandinavia. Den 11 september samma år förvärvade SDI Media den danska dubbningsstudiogruppen Sun Studio, som inkluderade den svenska filialen Sun Studio Sweden, grundad 1999. Den 11 juli 2007 förvärvade private equity-bolaget Elevation Partners SDI Media Group från Warburg Pincus. Den 21 februari 2015 samarbetade det japanska medieföretaget Imagica Robot Holdings med Sumitomo Corporation och Cool Japan Fund för att förvärva SDI Media.

### BTI Studios
Broadcast Text var ett svenskt översättnings- och textningsföretag som grundades 1995 av Björn Lifvergren. 1998 skapades BTI (Broadcast Text International), då bolagets slogs samman med Norsk Tekst. 1999 förvärvade SBS Broadcasting Group 51 % av BTI i utbyte mot att bidra med undertextningsavtal för en majoritet av dess tv-stationer, och 2000 förvärvade SBS de återstående 49 % av BTI från Telenor, vilket gjorde det till ett helägt dotterbolag till koncernen. Valedo, en oberoende svensk riskkapitalfond förvärvade BTI i augusti 2008 från ProSiebenSat. Den 9 september 2013 såldes BTI av Valedo till det nordamerikanska investeringsföretaget The Carlyle Group. Den 4 januari 2012 förvärvade BTI Zone Studio från Chello Zone, som inkluderade Zone Studio Oradea i Rumänien och Studio Company i Polen. I och med köpet av Dubberman, 2015, stängde BTI Studios Dubbermans svenska anläggningar mellan februari och mars 2017, från vilken tidpunkt dubbningstjänster skulle tillhandahållas från dess egna anläggningar. Den 11 juli samma år förvärvades BTI Studios av det svenska riskkapitalbolaget Altor. Efter Iyunos köp av BTI stängdes Göteborgsstudion någon gång under 2020.

### Dubberman
Dubberman Sweden var den svenska filialen till det danska dubbningsföretaget Dubberman som etablerade sig i Stockholm i september 2008. I oktober 2015 förvärvade BTI Studios Dubberman, såväl som dess anläggningar, som en del av deras expansion på den nordiska dubbningsmarknaden.

### Iyuno
Den 12 september 2019 förvärvade Iyuno Media Group BTI Studios och etablerade sig i Sverige genom sitt nya dotterbolag Iyuno Media Group Sweden. Den 1 april 2021 förvärvades SDI Media av Iyuno Media Group, vilket ledde till sammanslagning av de två bolagen och dess svenska dotterbolag, vilket skapade Iyuno-SDI Group, Sverige. Sedan den 26 oktober 2022 har studion, precis som de andra globala studiorna i gruppen, namnet Iyuno Sweden.